# Баранов, Максим Сергеевич (гандболист)
Макси́м Серге́евич Бара́нов (бел. Максім Сяргеевіч Баранаў; род. 11 апреля 1988 года) — белорусский гандболист, игрок БГК «Мешков Брест» и национальной сборной Белоруссии.

## Карьера

### Клубная
Максим Баранов начинал карьеру в СКА Минск. В 2010 году Баранов перешёл в Брестский гандбольный клуб имени Мешкова, в составе которого выиграл три чемпионата Белоруссии. В 2016 году Максим Баранов перешёл в румынский клуб «Одорхею-Секуеск». В 2018 году вернулся в БГК им. Мешкова.
Максим Баранов является лучшим бомбардиром в истории БГК (более 1500 голов).

### Международная карьера
Максим Баранов выступает за сборную Белоруссии с 2008 года, сыграл 123 матча, забросил 288 голов.

## Награды
- Чемпионат Белоруссии
  - Чемпион: 2014, 2015, 2016
  - Серебряный призёр: 2007, 2008, 2011, 2012
  - Бронзовый призёр: 2009, 2013
- Кубок Белоруссии
  - Обладатель: 2011, 2014, 2015, 2016

## Статистика
Статистика в сезоне 2016/17 указана на 26 мая 2017
| Сезон          | Клуб            | Лига              | Матчи | Голы | 7-метровые | Голы с игры |
| -------------- | --------------- | ----------------- | ----- | ---- | ---------- | ----------- |
| 2016-17        | Одорхею-Секуеск | Чемпионат Румынии | 34    | 72   | 10         | 62          |
| 2016 — по н.в. | Итого           | Чемпионат Румынии |       |      |            |             |